# Galattosialidasi
La galattosialidasi o anche sindrome di Goldberg o deficit di galattosidasi β-neuraminidasi è una rara malattia ereditaria di tipo autosomico recessivo facente parte dell'eterogeneo gruppo delle malattie da accumulo lisosomiale, del sottogruppo delle Oligosaccharidosi.
La malattia è causata dalla mutazione del gene che codifica la catepsina A, una proteina protettiva.